# 战歌
战歌（英語：War song）是一種為了戰爭、社會時局、主戰、反戰情緒而創作的特殊歌曲，風格多變，可以是進行曲、部隊歌、行軍歌（訓練歌、步調、軍調）、愛國歌、民歌、流行歌、輓歌。
一般來說，近代化軍隊需要遵循命令，學習唱一些特定的战歌，部份西方國家特戰兵歌只有旋律，因此只能哼唱。战歌不僅可以在部隊行進間提振士氣，還可以提升部隊的榮譽感、凝聚向心力，另外也是一種考驗軍人學習能力的手段；同時，在一些重要節點上也可以使用战歌來帶給敵人壓迫感。

## 代表
- 中華民國：陸軍軍歌、憲兵軍歌、海軍軍歌、海軍陸戰隊軍歌、空軍軍歌、青天白日滿地紅、國民革命歌、抗敵歌、亮島之歌、軍紀歌、黃埔軍魂、遍地桃李、崢嶸頭角、浩氣、我有一支槍、夜襲、中國的駱駝、後備軍歌、國光進行曲、勇士進行曲、海上進行曲、藍天進行曲、英勇的戰士、成功嶺之歌、大刀進行曲、永遠忠誠、我們屹立在太平洋上、我們的事業在戰場、英雄好漢在一班、分列式進行曲、莫等待、壯志凌霄、空降神兵、勝利之光、我武維揚等
- 中华人民共和国：打靶归来、祖國不會忘記、中国人民解放军军歌、分列式進行曲、人民海軍向前進、三大紀律八項注意、八路軍軍歌、到敵人後方去、我是一個兵、游擊隊歌、東方紅、紅軍戰士想念毛澤東、人民軍隊忠於黨、鋼鐵的部隊等
- 日本：軍艦行進曲、陸軍分列行進曲、抜刀隊（ばっとうたい）、步兵的本领、雪の進軍、太平洋行進曲、月月火水木金金、元寇、日本陸軍、同期の櫻、關東軍軍歌、臺灣軍之歌、北支派遣軍之歌、君が代行進曲、大東亞決戰之歌、海行兮（海行かば）、榮譽的軍夫等
- / 俄羅斯：紅騎兵進行曲（俄语：Марш Будённого）、草原啊草原（Полюшко-поле）、斯大林坦克之歌（Soviet tankman）、斯大林炮兵之歌（Stalin's artillery march）、神圣的战争（Священная война）、斯拉夫女人的告別、红军最强大（Красная Армия всех сильней）、莫斯科保衛者之歌（Марш защитников Москвы）、跨过高山，越过平原（По долинам и по взгорьям）、出發（В путь）、苏军之歌、船員就如一家 (Экипаж одна семья) 、搭枪卡（Тачанка）、我們是人民的軍隊 (Мы-армия народа!）等
- // 德国：什麼是德意志祖國、德意志之歌、我曾有位戰友（Ich Hattie einen kameraden）、國家社會主義者戰歌（Kampflied der Nationalsozialisten）、守衛萊茵、裝甲兵進行曲（Panzerlied）、Erika、巴登進行曲、好戰友、當人們不再忠誠（Wenn alle untreu werden）、西部森林（德语：Westerwald#Westerwaldlied）（Westerwald-Lied）、向英格蘭出征（Das Engellandlied）、Sieg Heil Viktoria、Volk ans Gewehr、Volkssturmlied、Die Braune Kompanie、Antje, mein blondes Kind、Es war ein Edelweiß（英语：Es_war_ein_Edelweiss）、U-Bootlied、Adlerlied、Rosemarie、那個令海洋上的船隻畏懼的王者（Der mächtigste König im Luftrevier）、前進！前進！吹響嘹亮的號角（Vorwärts! Vorwärts! schmettern die hellen Fanfaren）、黑褐色的是榛子（Schwarzbraun ist die Haselnuss）等
- 法國：馬賽曲、出征歌（Chant du Départ）、遊擊隊之歌(Chant des Partisans)、洋蔥之歌（Chanson de l'oignon）、胜利属于我们（La Victoire est à Nous）、血腸（法语：le boudin）
- 美国：星条旗永不落、當約翰尼邁步回家時（When Johnny Comes Marching Home）、自由鐘（英语：The Liberty Bell (march)） （The Liberty Bell）、雷神進行曲（The Thunderer）、洋基歌、共和國戰歌（Battle Hymn of the Republic）、美國野戰炮兵進行曲（The Army Goes Rolling Along）、起錨歌（Anchors Aweigh）、Marines' Hymn（英语：Marines' Hymn）、Semper Paratus!、Nothing can stop the Army Air Corps 等。
- 芬兰：塞基耶尔维波尔卡、自由戰士之歌（Vapaussoturin Valloituslaulu）、不要莫洛托夫
- ：祖國在這裡（조국이 있다）、滅共的火把[1]、陸軍歌、空軍歌、大韓之盾、肉彈十勇士、帥氣的男子漢（멋진 사나이）、我們赴前線（전선을간다）
- 朝鮮民主主義人民共和國：金日成大元帥萬萬歲、朝鮮人民軍軍歌（조선인민군가）、朝鮮勞動黨萬歲、沒有您就沒有祖國、保衛祖國之歌、腳步聲、攻擊戰、领袖请您下命令吧(수령이시여 명령만 내리시라)
- 越南：越南人民軍軍歌-軍旗下邁步（Tiến bước dưới quân kỳ）、坦克五戰士（Năm Anh Em Trên Một Chiếc Xe Tăng）、衛國軍團、解放南方
- 越南共和国：越南共和國空軍軍歌（Không lực Việt Nam Cộng hòa Triệu quân）、戰勝敵軍進行曲、裝甲師戰士、國旗飄揚在廣治（Cờ bay trên thành phỗ QuãngTrị）、無名戰士（Chiến Sĩ Vô Danh）、誓不背叛故鄉（Thề Không Phản Bội Quê Hương）
- 英国：不列顛擲彈兵進行曲 (The British Grenadiers)、統治吧，不列顛尼亞！、橡樹之心、英國皇家空軍進行曲、陸軍海軍和空軍（The Army, The Navy and the Air Force）、柏忌上校進行曲（希特勒只有一顆蛋）
- ：叢林流浪(Waltzing Matilda)
- / 義大利：皇家法令進行曲、義大利人之歌、五月四日（4 Maggio）、黑色火焰（Fiamme Nere）、La canzone del Piave、登山纜車、Sul ponte di Perati、青年、Bella ciao、阿伊達－凱旋進行曲（Triumphal March from Aida）
- 丹麦：我現在要出征
- 以色列：扛起你的旗帜去锡安（希伯来语：שאו ציונה נס ודגל）、銀翼之上（על כנפי הכסף）
- / 印度：前進!前進!勇往直前!
- 波蘭：我們沒人相信現在的醫學 (w medycynę naszej doby)、喂，翔隼
- 秘魯：秘魯軍之歌（Himno del Ejército del Perú）
- 土耳其：伊兹密尔进行曲（İzmir Marşı）、祖先和祖父（Ceddin deden）
- 突尼西亞：祖國的衛士
- 蒙古国：節慶閱兵（баярын жагсаал）

## 軍歌演唱團体
- 中华人民共和国：中国人民解放军文化艺术中心文艺部
- 中華民國：國防大學合唱團（崇廉合唱團）
- 朝鮮民主主義人民共和國：朝鲜人民军国家功勋合唱团
- 新加坡：新加坡武装部队文工团
- 苏联/ 俄羅斯：亚历山德罗夫红旗歌舞团

## 外部連結
1. ↑  . 大韓民國國軍. 1980s  [2019-04-21]. （原始内容存档于2017-09-08）.